# Rafael Ramos Becerril
Rafael Plácido Ramos Becerril (Ciudad de México, 5 de octubre de 1962) es un político mexicano. Entre los años 2006 y 2009 se desempeñó como diputado federal en la LX Legislatura del Congreso de la Unión por el Distrito 12 del Estado de México.
En la cámara de diputados fue presidente de la comisión de Seguridad Social e integrante de las comisiones de Función Pública, Fomento Cooperativo y Economía Social, Derechos Humanos, Recursos Hidráulicos y Desarrollo Rural, también fue parte del Comité del Centro de Estudios Sociales y de Opinión Pública.